# Owen-Verteidigung
Bei der Owen-Verteidigung, auch Englische Verteidigung oder Damenfianchetto, handelt es sich um eine Eröffnung des Schachspiels. Sie zählt zu den Halboffenen Spielen und wird in den ECO-Codes als „Unregelmäßige Eröffnung“ unter B00 und A40 klassifiziert.
Die Owen-Verteidigung entsteht nach den Zügen:
1. e2–e4  b7–b6
Häufig werden auch über die Zugumstellungen nach 1. c2–c4 oder 1. d2–d4, wahlweise mit 1. … e7–e6 und 2. … b7–b6, die charakteristischen Positionen der Owen-Verteidigung erreicht.

## Geschichte
Namensgeber der Owen-Verteidigung ist der britische Geistliche und starke Amateurschachspieler John Owen (1827–1901), der den Zug 1. … b7–b6 Mitte des 19. Jahrhunderts in zahlreichen Partien erfolgreich anwandte. Bemerkenswert ist unter anderem sein fein herausgespielter Sieg gegen den dominierenden Spieler dieser Zeit, den Amerikaner Paul Morphy, 1858 in London. Kurios: Im nachfolgenden Wettkampf zwischen beiden über sieben Partien, in dem Morphy siebenmal Schwarz hatte und jeweils den Bauern f7 vorgab, gelangen Owen nur noch zwei Unentschieden.
Im 19. Jahrhundert bis zur Jahrhundertwende bedienten sich gelegentlich noch weitere zeitgenössische Schachgrößen wie Joseph Henry Blackburne, Johannes Hermann Zukertort oder Louis Paulsen der Owen-Verteidigung; sogar der junge Alexander Aljechin, 20 Jahre später Schachweltmeister, eröffnete 1907 eine Partie mit 1. … b7–b6.
In der letzten Hälfte des 20. Jahrhunderts war der britische Großmeister Tony Miles ein Verfechter des Damenfianchettos. Zwischen 1971 und seinem frühen Tod 2001 spielte er über 60 Turnierpartien mit diesem Aufbau. Auch Bent Larsen eröffnete einige Partien damit (er ist Namensgeber des analogen Larsen-Systems: 1. b2–b3). Im aktuellen Profischach verwendet der französische Großmeister Christian Bauer, bekannt für seine Vorliebe für unkonventionelle Eröffnungen, des Öfteren die Owen-Verteidigung.

## Hauptsysteme
|   | a | b | c | d | e | f | g | h |   |
| 8 |   |   |   |   |   |   |   |   | 8 |
| 7 |   |   |   |   |   |   |   |   | 7 |
| 6 |   |   |   |   |   |   |   |   | 6 |
| 5 |   |   |   |   |   |   |   |   | 5 |
| 4 |   |   |   |   |   |   |   |   | 4 |
| 3 |   |   |   |   |   |   |   |   | 3 |
| 2 |   |   |   |   |   |   |   |   | 2 |
| 1 |   |   |   |   |   |   |   |   | 1 |
|   | a | b | c | d | e | f | g | h |   |

Häufig gespielte Züge: 1. e4 b6 2. d4 Lb7 3. Ld3 e6 4. Sf3 c5 5. c3 Sf6
Weithin unumstritten ist:
1. e4 b6 2. d4 Lb7
Das liegt daran, dass Schwarz auf das Zentrum verzichtet und Weiß dieses Angebot dankend annehmen kann.

### 3. Ld3
Häufig gespielt werden folgende Züge:
|   | a | b | c | d | e | f | g | h |   |
| 8 |   |   |   |   |   |   |   |   | 8 |
| 7 |   |   |   |   |   |   |   |   | 7 |
| 6 |   |   |   |   |   |   |   |   | 6 |
| 5 |   |   |   |   |   |   |   |   | 5 |
| 4 |   |   |   |   |   |   |   |   | 4 |
| 3 |   |   |   |   |   |   |   |   | 3 |
| 2 |   |   |   |   |   |   |   |   | 2 |
| 1 |   |   |   |   |   |   |   |   | 1 |
|   | a | b | c | d | e | f | g | h |   |

Eine weitere nicht seltene Variante: 1. e4 b6 2. d4 Lb7 3. Sc3 e6 4. Sf3 Lb4 5. Ld3 Sf6
1. e4 b6 2. d4 Lb7 3. Ld3 e6 4. Sf3 c5 5. c3 Sf6
Weiß hat dabei die bessere Stellung (ungefähr + 0,5 je nach engine) und auch eine höhere Gewinnerquote (ca. 40 % Siege für Weiß, ca. 30 % Siege für Schwarz). Weiß sollte sich in seinem nächsten Zug davor hüten, den Bauer auf e5 zu spielen, weil dadurch der schwarze Läufer auf b7 eine starke Diagonale bekommt. Stattdessen sollte Weiß lieber 6. De2 spielen, um das Zentrum zu stärken.
Wenn Weiß den Bauern auf c3 spielt, ergibt sich zunächst das Problem, wohin man den b-Springer entwickeln soll. Das lässt sich aber dadurch lösen, dass man über d2 und nach Rochade und Te1 den Springer über f1 auf den Königsflügel bringen kann.

### 3. Sc3
Auch nicht selten ist die folgende Zugfolge:
1. e4 b6 2. d4 Lb7 3. Sc3 e6 4. Sf3 Lb4 5. Ld3 Sf6

### Guatemala-Verteidigung
|   | a | b | c | d | e | f | g | h |   |
| 8 |   |   |   |   |   |   |   |   | 8 |
| 7 |   |   |   |   |   |   |   |   | 7 |
| 6 |   |   |   |   |   |   |   |   | 6 |
| 5 |   |   |   |   |   |   |   |   | 5 |
| 4 |   |   |   |   |   |   |   |   | 4 |
| 3 |   |   |   |   |   |   |   |   | 3 |
| 2 |   |   |   |   |   |   |   |   | 2 |
| 1 |   |   |   |   |   |   |   |   | 1 |
|   | a | b | c | d | e | f | g | h |   |

Guatemala-Verteidigung
Die Grundstellung wird durch folgende Züge erreicht:
1. e4 b6 2. d4 La6
Zu einer vorteilhaften Stellung für Weiß kommt es durch:
3. Lxa6 Sxa6 4. Sf3 Dc8!? 5 .0–0 Db7 6. Te1 e6 7. c4

### Grecos Matt / Matovinsky Gambit
|   | a | b | c | d | e | f | g | h |   |
| 8 |   |   |   |   |   |   |   |   | 8 |
| 7 |   |   |   |   |   |   |   |   | 7 |
| 6 |   |   |   |   |   |   |   |   | 6 |
| 5 |   |   |   |   |   |   |   |   | 5 |
| 4 |   |   |   |   |   |   |   |   | 4 |
| 3 |   |   |   |   |   |   |   |   | 3 |
| 2 |   |   |   |   |   |   |   |   | 2 |
| 1 |   |   |   |   |   |   |   |   | 1 |
|   | a | b | c | d | e | f | g | h |   |

Grecos Matt nach 8. Ld3–g6#
Eine lehrreiche Mattwendung, die aus der Owen-Verteidigung entsteht, hat bereits im 17. Jahrhundert der italienische Schachmeister Gioachino Greco (* um 1600; † 1634) demonstriert. Sie ist in der Schachliteratur als „Grecos Matt“ bekannt.
Nach den Zügen:
1. e2–e4 b7–b6
2. d2–d4 Lc8–b7
3. Lf1–d3 f7–f5?
4. e4xf5 Lb7xg2
5. Dd1–h5+ g7–g6
6. f5xg6 Sg8–f6??
setzt Weiß unter Damenopfer matt:
7. g6xh7+! Sf6xh5
8. Ld3–g6# (siehe Diagramm).
Das Charakteristische dieses Mattmotivs ist auch – jeweils mit vertauschten Farben – in Froms Gambit und dem bekannten Narrenmatt anzutreffen. Allen Stellungen ist der fehlende, den König schützende f-Bauer und die damit einhergehende Schwächung der Diagonalen h5–e8 beziehungsweise h4–e1 gemein.
Es sei angemerkt, dass statt 6. … Sg8–f6?? 6. … Lf8–g7! viel besser ist, doch bei bestem Spiel siegt Weiß auch dann.

## Eröffnungsidee
|   | a | b | c | d | e | f | g | h |   |
| 8 |   |   |   |   |   |   |   |   | 8 |
| 7 |   |   |   |   |   |   |   |   | 7 |
| 6 |   |   |   |   |   |   |   |   | 6 |
| 5 |   |   |   |   |   |   |   |   | 5 |
| 4 |   |   |   |   |   |   |   |   | 4 |
| 3 |   |   |   |   |   |   |   |   | 3 |
| 2 |   |   |   |   |   |   |   |   | 2 |
| 1 |   |   |   |   |   |   |   |   | 1 |
|   | a | b | c | d | e | f | g | h |   |

Weiß kann den Zentrumsbauern auf e4 verlieren, wenn unvorsichtig gespielt wird: 1. e4 b6 2. d4 Lb7 3. Sc3 e6 4. Sf3 Lb4 5. Ld2 Lxc3 6. Lxc3 Lxe4
Anders als in der Damenindischen Verteidigung oder in Varianten der Holländischen Verteidigung mit Fianchetto des Damenläufers, in denen der Schwarzspieler bestrebt ist, das Zentralfeld e4 zu kontrollieren und den weißen Bauernzug e2–e4 zu unterbinden, liegt die schwarze Strategie der Owen-Verteidigung in der Attacke des Bauern e4. Der thematische Vorstoß f7–f5 spielt dabei in vielen Varianten eine wichtige Rolle.
Die Bezeichnung „Englische Verteidigung“ ist üblich für die moderne Behandlung der Owen-Verteidigung, in der Weiß bereits c2–c4 gezogen und somit eine Figur weniger entwickelt hat im Vergleich zum sofortigen 1. … b7–b6. b7–b6 wird erst nach c2–c4 gezogen um den weißen Angriff abzumildern. Zum Beispiel nach 1. d2–d4 e7–e6 2. c2–c4 b7–b6; dadurch erhält Schwarz die Option des Läuferschachs Lf8–b4+, mit dem er Zeit gewinnen kann, da das Schach nicht mehr durch den Gegenangriff c2–c3 pariert werden kann.
Spielende, die weniger mit der Eröffnung vertraut sind, können (v. a. im Blitzschach) einen Zentrumsbauern verlieren, wenn sie auf die Schnelle nicht erfassen, wie stark Druck auf e4 ausgeübt wird:
1. e4 b6 2. d4 Lb7 3. Sc3 e6 4. Sf3 Lb4 5. Ld2 Lxc3 6. Lxc3 Lxe4